# Kwixo
Kwixo était une solution de paiement sécurisée proposé par le Crédit agricole.

## Histoire
Kwixo est lancée le 19 mai 2011 et développée par FIA-NET Europe, filiale du Crédit agricole. Cette banque, ainsi que sa filiale LCL, utilise ce service qui permet de régler ses achats sur Internet, de transférer de l’argent entre particuliers sans frais, indépendamment de la banque des protagonistes et d'effectuer des dons ponctuels ou récurrents aux associations partenaires.
La solution est finalement abandonnée au profit de Paylib et est arrêtée en deux temps : l'achat en ligne le 31 août 2015 et les services restants le 8 février 2016.